# Rogelio Nores Martínez
Rogelio Nores Martínez (Córdoba, 1906-1975) fue un político, ingeniero y periodista argentino. Se desempeñó como interventor federal de su provincia natal durante el breve gobierno de José María Guido.

Nores

## Biografía
Nació en la Provincia de Córdoba (Argentina), en 1906, y sus padres fueron Antonio Nores e Isabel Martínez Berrotarán. Cursó sus estudios en la Facultad de Ingeniería de la Universidad Nacional de Córdoba, siendo después profesor en dicha institución y en diversos colegios secundarios. En 1958 y 1959 dirigió el hoy desaparecido diario Los Principios que había fundado su padre; además ejerció como ingeniero.

## Carrera política
Fue designado interventor federal en la provincia de Córdoba. Asumió el 9 de junio de 1962, en medio de un ambiente tenso, ya que existían sectores de la sociedad que se oponían a su nombramiento, dada la extracción católica de Nores Martínez.
Nombró como ministro de gobierno al Miguel Ángel Ferrer Deheza (quien renunció en septiembre, siendo sustituido por Edgar Ferreyra, a su vez reemplazado por Gustavo Sarría en abril de 1963), de Obras Públicas a Pedro Gordillo, de Salud Pública a Luis Argüello Pitt (ocupado desde abril de 1963 por Jorge Dionisi) y de Hacienda a Mario Franzosi. En marzo de 1963 se crea la Secretaría-Ministerio de Educación y Cultura estando Rosa Porfirio a su cargo. En la municipalidad de Córdoba, en diciembre de 1962 Vito Remo Roggio fue nombrado comisionado.
Nores Martínez recibió permanentes críticas por parte de los maestros, debido a las decisiones tomadas en la recientemente creada secretaría-ministerio de Educación, además debió lidiar con la Comisión Administradora del Transporte Automotor (CATA), la cual era responsable de las empresas de ómnibus y tranvías, que, mensualmente, producían deudas que debía cubrir el gobierno; tras la desaparición de la CATA, el 8 de octubre de 1962 dejaron de circular los tranvías en la Ciudad de Córdoba.
El 12 de octubre de 1963, Nores Martínez entregó el poder al gobernador electo, Justo Páez Molina. Se desempeñó como rector de la Universidad Nacional de Córdoba entre el 31 de enero de 1967 y el 20 de marzo de 1970 y, más tarde, presidió el directorio del diario Los Principios.

## Fallecimiento
Falleció en 1975. Una de sus hijas es Pilar Nores de García, quien fue primera dama del Perú. Uno de sus hermanos, Antonio Nores Martínez, fue el creador de la raza canina dogo argentino.